# Frohbotschaftskirche
La Frohbotschaftskirche (en español: Iglesia de las Buenas Nuevas) es una iglesia evangélica-luterana ubicada en la Straßburger Platz, en el distrito de Dulsberg de Hamburgo, al norte de Alemania. La iglesia forma parte del patrimonio cultural alemán y hamburgués. 

## Historia
El plan de construcción original de la iglesia fue proyectado por el arquitecto jefe de la ciudad de Hamburgo, Fritz Schumacher, el cual incluía la modificación de la calle y la creación de un recinto especial para acomodar el edificio y su entorno.
Sin embargo, la construcción del edificio no se llevaría a cabo hasta 1935 (finalizada en 1937) como parte del desarrollo urbano del distrito Hamburgo-Dulsberg, realizado por los arquitectos Friedrich Dyrssen y Peter Averhoff, quienes dotaron la iglesia de un extenso salón de oraciones y una torre adjunta coronada por una insólita cúpula bulbosa (muy inusual para la Alemania de la época). El edificio principal de la iglesia recibió sin embargo el clásico techo a dos aguas y sus fachadas fueron construidas al estilo neoclásico. En contraste, el interior de la iglesia fue diseñado en un estilo notablemente moderno para la época, incluidos unos novedosos pilares de hormigón en forma parabólica.

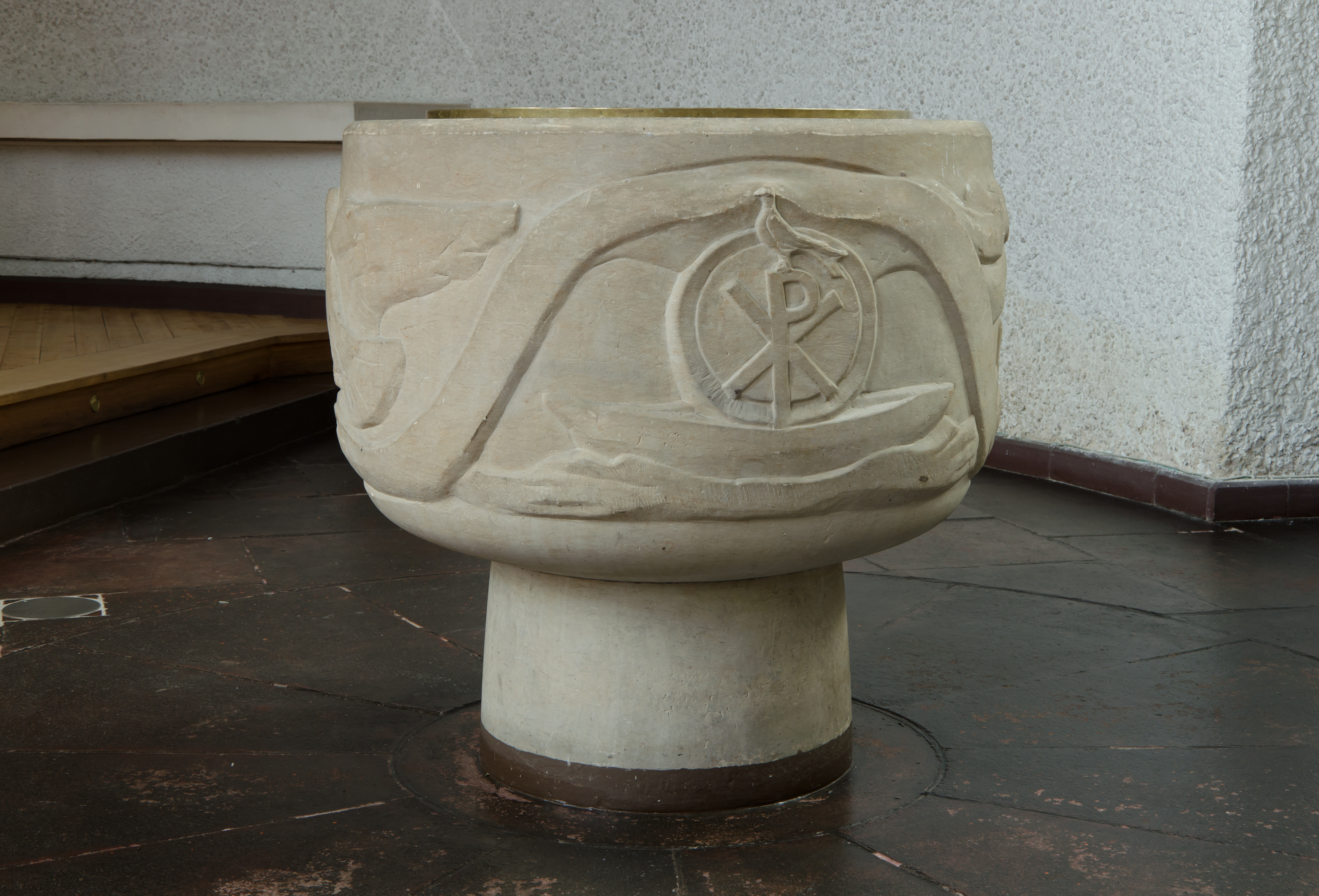

En 1943, una gran parte de la iglesia fue destruida durante el bombardeo de Hamburgo, pero tras el final de la guerra, durante la Wirtschaftswunder, fue reconstruida en su forma original (salvo pequeñas adaptaciones), siendo reabierta en 1953. El único cambio importante tras su restauración fue en su interior, donde se instaló un techo plano que separaba la sala de la buhardilla, con las decoraciones pertinentes y dividido por extensiones de los pilares que se unían a media distancia a lo largo del techo.
La última incorporación de un elemento arquitectónico al edificio principal fue el gran retablo de madera en el lado sur de su interior, diseñado por el arquitecto hamburgués Otto Flath.

## Órgano

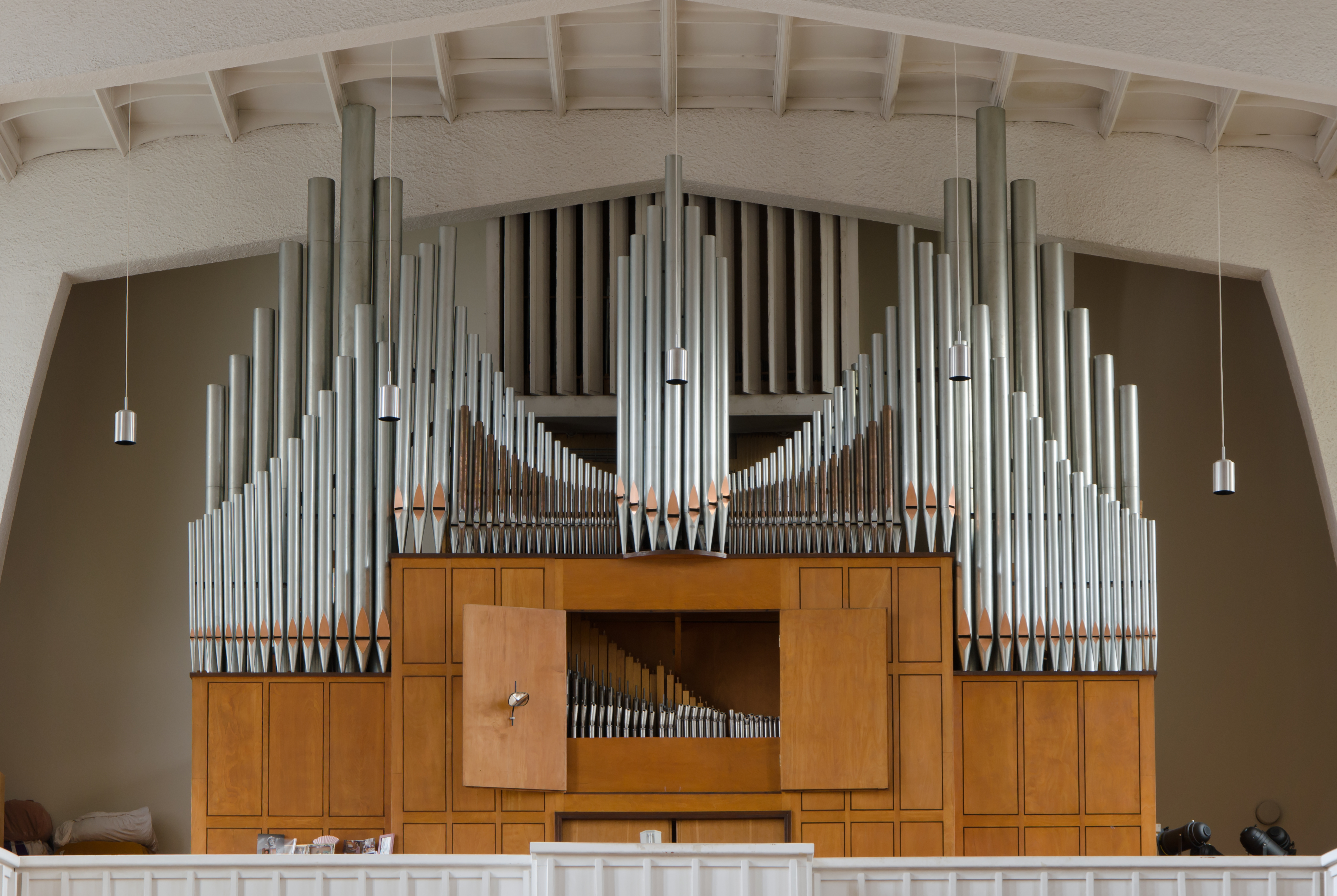
El órgano construido en 1955 (vendido en 2015)

Entre 1937 a 1955 la iglesia contó con un gran órgano ornamentado, pero este también se vio dañado en los bombardeos de la ciudad, tanto que tuvo que ser reemplazado durante la reconstrucción del edificio. Un nuevo órgano de similares dimensiones fue construido e instalado en la iglesia en 1955 por Emanuel Kemper & Sohn, siendo revisado y ampliado dos veces, en 1975 y en 1983.
A finales de 2015, exactamente 60 años tras su inauguración, el célebre instrumento fue vendido a una comunidad luterana polaca en el marco de los planes de renovación de la iglesia.

## Actualidad

En las últimas décadas del siglo XX se empezaron a notar cambios generacionales en las costumbres religiosas de la población, acentuándose a finales de la década de 1990 y durante la primera década del nuevo milenio. La caída en número de congregantes y afiliados, y por ende de los ingresos de las parroquias, conllevó al cierre de algunas importantes iglesias en Hamburgo. A tenor de las circunstancias, se debatió también la situación de la Frohbotschaftskirche, llegando a considerar incluso la demolición del edificio. Sin embargo, considerado un hito histórico por muchos, esta contingencia fue rechazada de pleno por los residentes del distrito, siendo oficialmente descartada tras una consulta pública en 2005. En cambio, se elaboró un concepto de renovación y conversión de edificio con fines comunitarios.
El principal planteamiento del nuevo concepto contemplaba la incorporación de dos espacios cúbicos en el interior de la iglesia, uno sirviendo como sala comunitaria para los miembros de la congregación y el otro como guardería. El coro iba a mantenerse en gran medida como espacio religioso, mientras que la galería de órganos iba a ser utilizada para distintos fines una vez vendido el órgano de la iglesia. 
Tras ser aprobados los presupuestos de la reforma en 2014, las obras comenzaron en 2015, siendo finalizadas a finales de 2019. En paralelo a la apertura de una guardería en el edificio y el retorno de la congregación local, la iglesia fue declarada un bien cultural, que abarca su arquitectura, diseño interior y los múltiples objetos tradicionales que se conservan en su interior.